# Harbor Beach
Harbor Beach è un comune degli Stati Uniti d'America, situato nello Stato del Michigan, nella contea di Huron.